# Palazzo Ramirez de Montalvo (Sassetta)

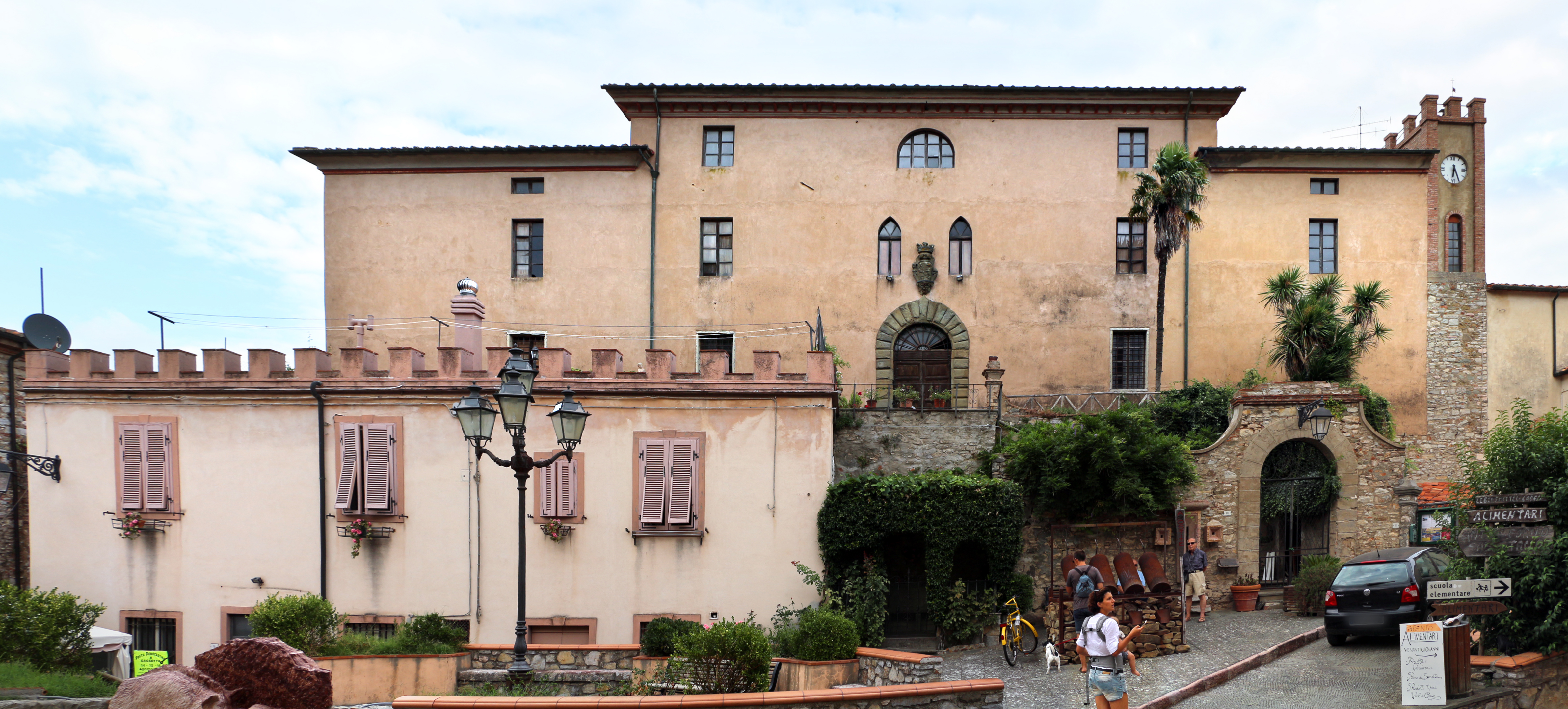
Palazzo Ramirez de Montalvo

Palazzo Ramirez de Montalvo si trova a Sassetta in provincia di Livorno, lungo la fortificazione del borgo antico, dietro la chiesa di Sant'Andrea.

## Storia e descrizione
Il palazzo fu costruito, sulle fondazioni del precedente Castello degli Orlandi distrutto nel 1503, nel XVI secolo quando la famiglia Ramirez de Montalvo ebbe in feudo l'intero borgo. Essi erano originari della Spagna e si erano trasferiti a corte a Firenze al seguito di Eleonora da Toledo; qui ricevettero onori e importanza, tanto che Antonio Ramirez di Montalvo divenne uno dei più fidati cortigiani di Cosimo I, ricevendo in premio un grande palazzo fiorentino e il feudo nel livornese, con atto d'investitura del 9 ottobre 1563.
Il palazzo di Sassetta venne ristrutturato nel XVIII secolo. Sulla facciata resta un grande stemma familiare in pietra.